# Alta California
Alta California (Nederlands: Opper-Californië) is de historische naam van een groot gebied in het zuidwesten van de Verenigde Staten, dat naast de staat Californië delen van Nevada, Utah, Arizona en Wyoming besloeg. Alta California was in de 18e en 19e eeuw een Spaanse kolonie en later deel van Mexico, voor het door de Verenigde Staten werd ingelijfd.
De zuidgrens lag enigszins anders dan de huidige Amerikaans-Mexicaanse grens. Aanvankelijk liep de zuidgrens horizontaal, maar de Amerikanen besloten in 1848 ook een klein stukje van Baja California te annexeren om zo de beschikking te krijgen over de gunstige haven van San Diego.

## Geschiedenis
De eerste Europeaan in Alta California was de Portugees João Rodrigues Cabrilho in 1542. Pas in de 18e eeuw werden de eerste Europese (Spaanse) nederzettingen gesticht. In 1769 werd het gebied als California Nueva (Nieuw-Californië) onderdeel van de Spaanse kolonie Nieuw-Spanje. Van 1777 tot 1804 was het samengevoegd met Baja California onder de naam Las Californias. In 1804 werden beide Californiës weer gesplitst, en kreeg het de naam Alta California. Het gebied was maar zeer spaarzaam door Europeanen bevolkt. De Spaanse aanwezigheid concentreerde zich voornamelijk rond missieposten.
Na de onafhankelijkheid van Mexico in 1821 ging Alta California over in Mexicaanse handen, als federaal geregeerd territorium. Op dat moment had het ongeveer 4000 Europese inwoners. Veel kerkelijke eigendommen werden genationaliseerd en vervolgens verlaten. Geleidelijk begonnen ook Amerikaanse kolonisten tot het gebied door te dringen.
Bij het uitbreken van de Mexicaans-Amerikaanse Oorlog in 1846 riepen enkele Amerikaanse Californiërs de republiek Californië uit. De Mexicanen werden vlug verslagen en Opper-Californië werd bezet door de Amerikanen. In 1848 werd het bij de Vrede van Guadalupe Hidalgo definitief afgestaan aan de Verenigde Staten. Twee jaar later werd Californië als staat opgenomen in de V.S.
Sinds 1848 is Californië steeds meer alleen de Amerikaanse staat gaan aanduiden. Daarvoor werd met Californië altijd zowel Opper- als Neder-Californië bedoeld.

## Gouverneurs

### Spaanse gouverneurs
- 1804-1814: José Joaquín de Arrillaga
- 1814-1815: José Darío Argüello (waarnemend)
- 1815-1822: Pablo Vicente de Solá

### Mexicaanse gouverneurs
- 1822-1825: Luis Antonio Argüello
- 1825-1831: José María de Echeandía
- 1831-1832: Manuel Victoria
- 1832: Pío Pico
- 1832-1833: Agustín V. Zamorano (noorden) en José María de Echeandía (zuiden)
- 1833-1835: José Figueroa
- 1835: José Castro (waarnemend)
- 1836: Nicolás Gutiérrez (waarnemend)
- 1836: Mariano Chico
- 1836: Nicolás Gutiérrez (waarnemend)
- 1836-1837: Juan Bautista Alvarado
- 1837-1838: Carlos Antonio Carrillo
- 1838-1842: Juan Bautista Alvarado
- 1842-1845: Manuel Micheltorena
- 1845-1846: Pío Pico
- 1846-1847: José María Flores
- 1847: Andrés Pico
- 1848: Pío Pico